# Telomeraza
Telomeraza, također nazvana terminalna transferaza, ribonukleoprotein je koji dodaje sekvencu ponavljanja telomera ovisno o vrsti na 3' kraj telomera. Telomera je područje ponavljajućih sekvenci na svakom kraju kromosoma većine eukariota. Telomere štite kraj kromosoma od oštećenja DNA ili od spajanja sa susjednim kromosomima. Vinska mušica Drosophila melanogaster nema telomerazu, ali umjesto toga koristi retrotranspozone za održavanje telomera.
Telomeraza je enzim reverzne transkriptaze koji nosi vlastitu molekulu RNK (npr. sa sekvencom 3'-CCCAAUCCC-5' u Trypanosoma brucei) koja se koristi kao predložak kada produljuje telomere. Telomeraza je aktivna u gametama i većini stanica raka, ali je normalno nema u većini somatskih stanica.